# 黒沢田楽
黒沢田楽（くろさわでんがく）は、愛知県新城市七郷一色字黒沢に伝わる田楽。1978年（昭和53年）5月22日に国指定重要無形民俗文化財に指定された「三河の田楽」の三つのうちの一つ。
その起源は定かでないが、江戸時代初期から行われていたと考えられる。1937年の第二次世界大戦開戦で一時中断したが、1953年に復活した。神楽風の「鎮守の舞」「阿弥陀の舞」、刀を振りながら40分ほど踊る「つるぎ」、鎮めの舞「ほこ」「獅子」、祝福と祈祷の舞「翁」「松かげ」「三番叟」、田遊びの各演目など、30種類以上の舞を伝承していた。
黒沢地区のわずか7戸の集落で受け継がれ、毎年2月の第1日曜日に阿弥陀堂で舞われていたが、2018年から開催されていない。